# Ојенс
Ојенс (енгл. Oyens) град је у америчкој савезној држави Ајова. По попису становништва из 2010. у њему је живело 103 становника.

## Демографија
Према попису становништва из 2010. у граду је живело 103 становника, што је -29 (-22.0%) становника више него 2000. године.
| Група             | 2000.       | 2010.        |
| Белци             | 128 (97,0%) | 103 (100.0%) |
| Афроамериканци    | 0 (0,0%)    | 0 (0,0%)     |
| Азијати           | 0 (0,0%)    | 0 (0,0%)     |
| Хиспаноамериканци | 4 (3,0%)    | 0 (0,0%)     |
| Укупно            | 132         | 103          |